# Скот Доусън
Дейвид К. Харууд (роден на 30 юни 1984) е американски професионален кечист, известен в WWE NXT със сценичното си име Скот Доусън, двукратен Отборен шампион на NXT.

## В кеча
- Финални ходове
  - Inverted figure four leglock
  - Leg hook saito suplex
- Ключови ходове
  - Dragon screw legwhip
  - Front dropkick на седнал опонент
  - Shin breaker
  - Short-arm clothesline
  - Slingshot suplex
- С Даш Уайлдър
  - Отборни финални ходове
    - Shatter Machine (Flapjack от Доусън в double knee facebreaker от Уайлдър)
- Мениджъри
  - Силвестър Лефорт
- Прякори
  - „Капитан хулиган“[5]
  - „Южняшкото говедо“[6]

## Шампионски титли и отличия
- American Championship Pro Wrestling
  - Шампион в тежка категория на ACPW
- WWE NXT
  - Отборен шампион на NXT (1 път) – с Даш Уайлдър